# Parti national-républicain
Pour l’article homonyme, voir Parti national républicain.
Le Parti national-républicain (anglais : National Republican Party), ou Parti Anti-Jacksonien, est un  parti politique américain qui a existé durant une période relativement brève dans les années 1820.
Avant la présidence de John Quincy Adams, le Parti républicain-démocrate, qui a été le seul vrai parti politique national américain pendant une décennie, se dissout, perdant ses infrastructures et son identité.  Ses comités ne se réunissent plus pour choisir des candidats. Ceux qui soutiennent Adams se font appeler républicains-nationaux, alors que ceux qui soutiennent Andrew Jackson prennent le nom d'« hommes de Jackson » (en anglais, Jackson Men) et formeront plus tard le nom de Parti démocrate. À l’élection présidentielle de 1828, Adams obtient 44 % des voix et le vote de 83 des 261 grands électeurs. 
La coalition ad-hoc qui soutient John Quincy Adams s'effondre après 1828 et la principale opposition à Jackson devient le Parti national-républicain créé et développé par Henry Clay. Il partage les vues conservatrices et nationalistes des partisans d'Adams et veut utiliser les ressources nationales pour construire une économie forte.  Leur plateforme est le « Système américain », avancé par Clay, d'améliorations internes financées nationalement et d'un tarif protecteur, qui favoriseraient un développement économique plus rapide. Plus important, en liant ensemble les intérêts divers des différentes régions, ils favoriseraient l'unité et l'harmonie nationales. Les nationaux-républicains voient l'Union comme une corporation, un ensemble organique. Par conséquent, les militants, comme Abraham Lincoln idéalisent Clay pour sa perspective compréhensive de l'intérêt national. Réciproquement, ils dédaignent les politiciens de parti, à qui ils reprochent de flatter bassement les intérêts locaux aux dépens de l'intérêt national. Le Parti whig émerge en 1832-34 comme une coalition de nationaux-républicains, d'anti-maçons, de jacksoniens déçus et de personnes dont la dernière activité politique datait des Fédéralistes, une décennie auparavant.
Aux élections au Congrès de 1830-31, le nombre des sièges nationaux-républicains à la Chambre tombent de 74 à 58, tandis que les Démocrates passent de 139 à 141.
Les nationaux-républicains présentent Henry Clay face à Andrew Jackson à l’élection présidentielle de 1832, et la défaite de Clay convainc Jackson que le peuple lui a donné un mandat pour abolir la Banque des États-Unis. Clay obtient 37,42 % des voix et le vote de 49 des 288 grands électeurs.
Après les élections de 1832, le Parti national-républicain s'effondre.  En peu de temps, l'essentiel des membres rejoint le Parti whig. Ce n'est pas le prédécesseur direct de l'actuel Parti républicain, fondé en 1854, bien que nombre de ses partisans l'aient finalement rejoint.